# Artur Kyshenko
Artur Kyshenko, surnommé « White », né le 14 novembre 1986 à Odessa (Ukraine), est un kickboxeur ukrainien. Il a notamment atteint la finale du K-1 MAX en 2008, défait par Masato.
Il a remporté des titres prestigieux tel que le championnat du monde des arts martiaux en 2004 et le titre de champion amateur de muay thai.

## Palmarès
- Finaliste du K-1 MAX : 2008.

## Parcours en K-1 Max
| Année | Parcours                            |
| ----- | ----------------------------------- |
| 2006  | Non-qualifié pour le tournoi final. |
| 2007  | Demi-finaliste contre Masato        |
| 2008  | Finaliste contre Masato             |